# Spójnia Gdańsk
Spójnia Gdańsk – wielosekcyjny klub sportowy z Gdańska.
Spójnia powstała w roku 1949, w latach 1950–1955 klub nosił nazwę Koło Sportowe Spójnia, następnie Koło Sportowe Sparta, od 1957 obecna nazwa. Zawodnicy klubu zdobywali wiele medali mistrzostw Polski. Do najwybitniejszych sportowców Spójni można zaliczyć m.in. Janusza Sidło czy Zbigniewa Dregiera, a także Elżbietę Krzesińską.

## Sekcja koszykówki kobiet
Sekcja ta 7-krotnie sięgała po srebrne medale mistrzostw Polski oraz 3-krotnie po brązowe. W pierwszej połowie lat 90. została rozwiązana, a cała jej drużyna została przeniesiona do Gdyni.

## Sekcja koszykówki mężczyzn
W 1951 r. koszykarze zdobyli srebrne medale mistrzostw Polski, dwukrotnie sięgnęli po brązowe oraz dwukrotnie zdobyli Puchar Polski. Najskuteczniejszymi zawodnikami sekcji w historii byli: Stanisław Zienkiewicz, Zbigniew II Bogucki, Leszek Tomaszewski i Janusz Kasperczyk. Z klubem związani byli też: Zbigniew Dregier (olimpijczyk z Rzymu) i Andrzej Kąpiński. Sekcja została rozwiązana pod koniec lat 90. XX w.
- Sezony w I lidze (15): 1947/1948, 1949/1950-1956/1957, 1958/1959, 1969/1970, 1973/1974-1976/1977

### Sukcesy
- Wicemistrzostwo Polski: 1950/1951
- Trzecie miejsce: 1949/1950, 1953/1954
- Puchar Polski: 1953, 1962